# Anita Kobuß
Anita Kobuß (* 13. Februar 1944 in Mittweida) ist eine ehemalige deutsche Kanutin.

## Karriere
Ihre erste sportliche Heimat fand sie beim SC Potsdam. Hier feierte sie ihre ersten großen sportlichen Erfolge. Von 1965 bis 1968 gewann sie jeweils bei den ostdeutschen Meisterschaften die Kajak-Einzel-Konkurrenz der Damen über 500 Meter sowie mit ihrer Teamkollegin Helga Mühlberg-Ulze 1965 und 1967 das Kajak-Zweier-Rennen. Im Jahr 1968 konnte sie diesen Erfolg mit Karin Haftenberger wiederholen. Auch in der Bootsklasse Kajak-Vierer war sie mit dem SC Potsdam 1963 und 1966 erfolgreich. Dazu kam ein Erfolg in der 4×500-Meter-Verfolgung.
Auch international waren diese Jahre ihre erfolgreichsten. Bei der Kanurennsport-Weltmeisterschaften 1966 in Ost-Berlin nahm sie an allen drei Wettbewerben der Frauen teil. Während sie im Einzel noch von Ljudmila Pinajewa und Roswitha Esser sowie in der Vierer-Konkurrenz von den Teams aus der Sowjetunion und der Bundesrepublik Deutschland auf den Bronze-Rang verdrängt wurde, gewann sie im Zweier mit ihrer Teamkollegin Helga Mühlberg-Ulze Gold.
Zwei Jahre später nahm sie in Mexiko-Stadt an den Olympischen Sommerspielen teil. Sie war hier für den Zweier-Wettbewerb nominiert. Mit ihrer Teamkollegin Karin Haftenberger reichte es jedoch nur zu Platz 5.
Im Jahr 1969 wurde der SC Potsdam aufgelöst und Kobuß wechselte wie einige ihrer Teamkolleginnen zum ASK Vorwärts Potsdam. Hier konnte sie noch einmal einige Erfolge feiern, so ihren 5. nationalen Titel am Stück im Kajak-Einer, gefolgt von einer Silbermedaille in derselben Bootsklasse im Jahr 1970. Und auch in der Kajak-Zweier holte sie 1969 mit Karin Haftenberger, ein Jahr später mit ihrer Team-Partnerin Kortmann Bronze. In beiden Jahren war es am Ende das Duo Petra Setzkorn/Petra Grabowski, ebenfalls vom ASK Vorwärts Potsdam, das den Titel holte.
Im Jahr 1970 war sie mit eben jenen Grabowski, Setzkorn und Ingeborg Lösch noch ein letztes Mal international erfolgreich: bei der Kanurennsport-Weltmeisterschaften 1970 holten sie im K-4-Wettbewerb Silber hinter dem Team der Sowjetunion.